# Tegostoma summaperta
Tegostoma summaperta là một loài bướm đêm trong họ Crambidae.